# Teatre Principal (Maó)
El Teatre Principal de Maó està situat al carrer de la Costa d'en Deià, 40, de Maó, capital de Menorca. Té 4 pisos i una capacitat total de 847 localitats. És el teatre d'òpera més antic d'Espanya. Gestionat des de 2001 per la Fundació Teatre Principal de Maó, compta amb una oferta d'espectacles molt àmplia pel que fa al nombre d'habitants de Maó, uns 25.000. La societat Amics de l'òpera ajuda que es mantingui viu, fent programes atractius i amb convidats de luxe, com Juan Diego Flórez, Barbara Hendricks o Ainhoa Arteta, que hi han actuat. No s'ha d'oblidar el paper important de Joan Pons, baríton menorquí, freqüent en les representacions. La programació que es manté en el segle XXI alterna l'òpera amb recitals i concerts musicals i amb actuacions de dansa i teatre.

## Història
El Teatre fou inaugurat el 15 de desembre de 1829, construït per Giovanni Palagi, quasi per necessitat, ja que a l'illa hi havia una llarga tradició musical, gràcies al fet que les companyies operístiques d'Itàlia, abans d'anar a la península, com que viatjaven en vaixell, estrenaven l'obra a l'illa, per veure l'acceptació del públic i per assajar. El teatre inicial, amb un pati de butaques voltat de 14 arcs i 2 proscenis, amb tres pisos de llotges tenia capacitat per a gairebé 1.000 espectadors. 
La sala té la forma típica dels teatres italians, de ferradura, però no gaire tancada, i el pati de butaques té uns 20 centímetres d'inclinació. L'obra de construcció fou realitzada per Alfons Hernández i Josep i Pere Pons, i la dirigí Palagi. El ciutadellenc Andrés Galbis fou l'encarregat de la decoració escènica. Al llarg del segle XIX s'hi van anar fent millores, amb l'adquisició d’immobles veïns i la construcció de la façana neoclàssica actual (1845), o l’enllumenat elèctric (1894).
El juny de 2001, el Teatre reobrí les portes després d'una llarga i costosa restauració amb una òpera de Verdi, Falstaff. Un mes abans, s'inaugurà una estàtua de Maties Quetglas, Talia, que representa la musa de la comèdia, del mateix nom, de bronze i tres metres d'alçada.
L'any 2014 ha estat guardonat pel Govern espanyol amb la Medalla d'Or al Mèrit de les Belles Arts, conjuntament amb el baríton Joan Pons.
L'any 2019 s'han fet millores en la insonorització, acústica i so en la sala.